# خودرو (مجله)
خودرو (انگلیسی: Car) یک مجله بریتانیایی مرتبط با خودرو است که توسط گروه رسانه‌ای بائر اداره می‌شود و ماهانه به چاپ می‌رسد. نسخه بین‌المللی این مجله همه ساله توسط بائر اتوموبیل در جمهوری کره (از مارس ۲۰۱۶)، برزیل، چین، یونان، هند، مالزی (از دسامبر ۲۰۱۲ تا مارس ۲۰۱۷ از طریق تلویزیون آسترو)، مکزیک، خاور میانه، رمانی، روسیه، آفریقای جنوبی (تحت عنوان تاپ کار)، اسپانیا، تایلند و ترکیه منتشر می‌شود. این مجله یک گروه تست معمول را نیز تحت عنوان «تست غولپیکر» را دارا می‌باشد که از سال ۱۹۷۰ به این مجموعه افزوده شد. همچنین مجله فوق اقدام به تست خودروهایی که تازه عرضه شده‌اند نیز می‌کند و نتیجه را در مجله به چاپ می‌رساند. مصاحبه با چهره‌های شاخص صنعت خودرو نیز جزوی از فعالیت‌های مجله است.